# Lenguas atabascanas
Las lenguas atabascanas o atapascas constituyen un grupo de lenguas indígenas que forma parte de la familia na-dené. Son habladas por las tribus conocidas como atabascas o atapascas, localizadas en dos grupos principales, uno en el sur y otro en el noroeste de Norteamérica. El grupo atabascano es uno de los mayores conjuntos lingüísticos de América del Norte por el número de idiomas que agrupa y el número de sus hablantes; no obstante, la familia yutoazteca, que se extiende por México, tiene más hablantes. En términos de territorio, sólo las lenguas álgicas cubren un área mayor.
La palabra atabascana es una versión anglificada del nombre cree del lago Athabasca (aðapaskāw, “[donde] hay plantas una tras otra”) en Canadá. El nombre lo asignó Albert Gallatin en su clasificación de 1836 sobre las lenguas de Norteamérica. Reconoció que el nombre dado a esos lenguajes fue una preferencia individual, escribiendo:
"Los he designado con la denominación arbitraria de athabascas, que deriva del nombre original del lago." (1836:116-7)

## Lenguas de la familia
Las 31 lenguas atabascanas del norte se hablan en el interior de Alaska y el noroeste de Canadá, en el Yukón y los Territorios del Noroeste, así como en las provincias de Columbia Británica, Alberta, Saskatchewan y Manitoba. Varias lenguas atabascanas son idioma oficial en los Territorios del Noroeste, entre ellas el idioma dené suline, el dogrib, el idioma gwich'in y el slave.
Las siete lenguas atabascanas de la costa del Pacífico son habladas en el sur de Oregón y norte de California. Aisladas de las lenguas de la costa y de las del norte, las seis lenguas del sur, incluyendo a los diferentes grupos apaches y navajos, son habladas en el suroeste de EE. UU. y en la parte noroeste de México.
El eyak y las atabascanas forman una agrupación genética llamada atabascano-eyak. La lengua tlingit está lejanamente relacionada con este grupo, formando la agrupación de lenguas na-dené (también conocidas como atabascano-eyak-tlingit).

### Clasificación interna
La familia de lenguas atabascanas parece haberse originado en el noreste de América del Norte, área donde todavía registra la mayor diversidad. Expansiones posteriores desde esa región llevaron estas lenguas tan al sur como California o el Norte de México. Las lenguas atabascanas se agrupan usualmente en tres grandes grupos: atabascano septentrional, atabascano de la costa del Pacífico y atabascano meridional. Se discute si las lenguas de la costa del Pacífico forman realmente una agrupación genética válida. El grupo septentrional es particularmente problemático y diverso y probablemente no constituye un grupo filogenético propiamente dicho. Dado el fracaso para proporcionar subgrupos bien definidos, la familia atabascana (especialmente las lenguas del norte) ha sido llamada un «complejo cohesivo» por Michael Krauss (1973, 1982). Por lo tanto, el modelo de árbol genético para la clasificación genética puede ser inapropiado. Las lenguas de la rama sur son mucho más homogéneas y son el único subgrupo claramente filogenético.
A continuación se muestra un esbozo de la familia, solo con las ramas principales de la misma. Este esbozo se basa principalmente en la clasificación de Keren Rice según se muestra en Goddard (1996) y Mithun (1999). 
1. Alaska Sur
2. Alaska-Yukón Central
3. Canadá noroccidental
4. Tsetsaut
5. Columbia Británica Central
6. Sarsi
7. Kwalhioqua-Tlatskanai
8. Atabascana de la Costa del Pacífico
9. Apache

Las ramas 1-7 son el agrupamiento del Norte. Kwalhioqua-Tlatskanai (#7) a menudo se ha considerado parte de la Costa Pacífico, pero una reciente revisión por parte de Krauss no la encuentra cercana a estas lenguas. Una clasificación ligeramente diferente, formulada por Jeff Leer, es la siguiente (Tuttle & Hargus 2004:72-74):
1. Alaska (Ahtna, Dena’ina, Deg Hit’an, Koyukon, Kolchan, Tanana Bajo, Tanacross, Tanana Alto, Gwich’in, Han)
2. Yukón (Tsetsaut, N. Tutchone, S. Tutchone, Tagish, Tahltan, Kaska, Sekani, Dunneza)
3. Columbia Británica (Babine-Witsuwit’en, Dakelh, Chilcotin)
4. Este (Dene Suline, Slave, Dogrib)
5. Sur (Tsuut’ina, Apache, Costa del Pacífico)

#### Atabascana septentrional
- Lenguas atabascanas Alaska meridional

1. Idioma ahtna 35 hablantes (2000)
2. Idioma dena'ina 75 (1997)
- Lenguas atabascanas de Alaska central-Yukón

3. Idioma deg xinag 25 (1997)
4. Idioma holikachuk (también llamada innoko) 12 (1995)
5. Idioma koyukón 300 (1995); 100 (2000)
6. Idioma del alto Kuskokwim 40 (1995)
7. Idioma del alto Tanana 24 (1995-2000)
8. Idioma tanacross 35 (1997)
9. Idioma del bajo Tanana 30 (1995)
10. Idioma tutchone meridional 200 (1995)
11. Idioma tutchone septentrional 200 (1995)
12. Idioma gwich'in (también llamada kutchin) 800 (1995)
13. Idioma hän (también llamada han) 14 (1995-1997)
- Lenguas atabascanas del noroeste de Canadá

A. Lenguas cordilleranas o tagish-tahltan-kaska
14. Idioma tagish 2 (1995)
15. Idioma tahltan 35 (2002)
16. Idioma kaska 400 (1995)
17. Idioma sekani 35 (1997)
18. Idioma danneẕa (o beaver) 300 (1991)
B. Lenguas slave-hare
19. Slave
a. Slave norteño 1.030 (1995); 300 (2002); 1.235 (2006)
b. Slave sureño 2.890 (1995); 2.000 (2002); 2.310 (2006)
20. Mountain
21. Bearlake
22. Hare
23. Idioma dogrib 2.110 (2001); 2.000 (2002)
24. Idioma dené o dené suliné (chipewyan) 5.000-12.000 (1982); 9.030 (1995)
- Lengua tsetsaut

25. Idioma tsetsaut  † (~1950)
- Lenguas atabascanas del centro de Columbia Británica

26. Idioma babine (también llamada carrier septentrional) 500 (1997)
27. Idioma carrier
a. Carrier sureño 500 (1997)
b. Carrier central 2.060 (2001); 1.500 (2002)
28. Idioma chilcotin 1.140 (2001)
- Lengua sarsi

30. Idioma sarsi 50 (1991)
- Lenguas kwalhioqua-tlatskanai (kwalhioqua-clatskanie)

31. idioma kwalhioqua-clatskanie † (hacia 1930)

#### Atabascana de la Costa del Pacífico
- Subgrupo atabascano de California

32. Hupa 8 (1998)
33. Mattole †
34. Idioma atabasco del río Eel †
- Subgrupo atabascano de Oregón

35. Idioma chetco 5 (1962)
36. Idioma tututni 10 (1962)
37. Idioma de Galice-Applegate †
38. Idioma tolowa 4 (1994)

#### Apacheanas(atabascanas meridionales)
- Subgrupo Apache de las llanuras

39. Apache kiowa (también llamada apache de las llanuras) 1.000 (1980); 18 (1990)
- Subgrupo apache occidental

A. Chiricahua-Mescalero 1.800 (1977)
40. Chiricahua
41. Mescalero
42. Navajo 125.000 (1980); 149.000 (1990); 150.000 (2002); 170.717 (2007)
43. Coyotero 11.000 (1980); 12.700 (1990)
- Subgrupo apache oriental

44. Jicarilla 680 (2000)
45. Lipán 2 (1981)

#### Árbol cladístico
El proyecto comparativo proyecto ASJP basado en medidas de similitud léxica dan el siguiente árbol cladístico:

|  | Hare     |
|  |          |
|  | Gwich'in |
|  |          |

|  | \| \| Carrier \| \| \| \| \| \| Chipewyan \| \| \| \| |
|  |                                                       |
|  | Sarcee                                                |
|  |                                                       |
|  | Carrier                                               |
|  |                                                       |
|  | Chipewyan                                             |
|  |                                                       |

|  | Carrier   |
|  |           |
|  | Chipewyan |
|  |           |

|  | Galice |
|  |        |
|  | Beaver |
|  |        |

|  | Kato    |
|  |         |
|  | Mattole |
|  |         |

|  | Galice |
|  |        |
|  | Beaver |
|  |        |

|  | Kato    |
|  |         |
|  | Mattole |
|  |         |

|  | \| \| Carrier \| \| \| \| \| \| Chipewyan \| \| \| \| |
|  |                                                       |
|  | Sarcee                                                |
|  |                                                       |
|  | Carrier                                               |
|  |                                                       |
|  | Chipewyan                                             |
|  |                                                       |

|  | Carrier   |
|  |           |
|  | Chipewyan |
|  |           |

|  | Galice |
|  |        |
|  | Beaver |
|  |        |

|  | Kato    |
|  |         |
|  | Mattole |
|  |         |

|  | Galice |
|  |        |
|  | Beaver |
|  |        |

|  | Kato    |
|  |         |
|  | Mattole |
|  |         |

|  | \| \| Chiricahua \| \| \| \| \| \| Lipán \| \| \| \| |
|  |                                                      |
|  | Navajo                                               |
|  |                                                      |
|  | Chiricahua                                           |
|  |                                                      |
|  | Lipán                                                |
|  |                                                      |

|  | Chiricahua |
|  |            |
|  | Lipán      |
|  |            |

|  | \| \| Chiricahua \| \| \| \| \| \| Lipán \| \| \| \| |
|  |                                                      |
|  | Navajo                                               |
|  |                                                      |
|  | Chiricahua                                           |
|  |                                                      |
|  | Lipán                                                |
|  |                                                      |

|  | Chiricahua |
|  |            |
|  | Lipán      |
|  |            |

|  | \| \| Carrier \| \| \| \| \| \| Chipewyan \| \| \| \| |
|  |                                                       |
|  | Sarcee                                                |
|  |                                                       |
|  | Carrier                                               |
|  |                                                       |
|  | Chipewyan                                             |
|  |                                                       |

|  | Carrier   |
|  |           |
|  | Chipewyan |
|  |           |

|  | Galice |
|  |        |
|  | Beaver |
|  |        |

|  | Kato    |
|  |         |
|  | Mattole |
|  |         |

|  | Galice |
|  |        |
|  | Beaver |
|  |        |

|  | Kato    |
|  |         |
|  | Mattole |
|  |         |

|  | \| \| Carrier \| \| \| \| \| \| Chipewyan \| \| \| \| |
|  |                                                       |
|  | Sarcee                                                |
|  |                                                       |
|  | Carrier                                               |
|  |                                                       |
|  | Chipewyan                                             |
|  |                                                       |

|  | Carrier   |
|  |           |
|  | Chipewyan |
|  |           |

|  | Galice |
|  |        |
|  | Beaver |
|  |        |

|  | Kato    |
|  |         |
|  | Mattole |
|  |         |

|  | Galice |
|  |        |
|  | Beaver |
|  |        |

|  | Kato    |
|  |         |
|  | Mattole |
|  |         |

|  | \| \| Chiricahua \| \| \| \| \| \| Lipán \| \| \| \| |
|  |                                                      |
|  | Navajo                                               |
|  |                                                      |
|  | Chiricahua                                           |
|  |                                                      |
|  | Lipán                                                |
|  |                                                      |

|  | Chiricahua |
|  |            |
|  | Lipán      |
|  |            |

|  | \| \| Chiricahua \| \| \| \| \| \| Lipán \| \| \| \| |
|  |                                                      |
|  | Navajo                                               |
|  |                                                      |
|  | Chiricahua                                           |
|  |                                                      |
|  | Lipán                                                |
|  |                                                      |

|  | Chiricahua |
|  |            |
|  | Lipán      |
|  |            |

|  | Hare     |
|  |          |
|  | Gwich'in |
|  |          |

|  | \| \| Carrier \| \| \| \| \| \| Chipewyan \| \| \| \| |
|  |                                                       |
|  | Sarcee                                                |
|  |                                                       |
|  | Carrier                                               |
|  |                                                       |
|  | Chipewyan                                             |
|  |                                                       |

|  | Carrier   |
|  |           |
|  | Chipewyan |
|  |           |

|  | Galice |
|  |        |
|  | Beaver |
|  |        |

|  | Kato    |
|  |         |
|  | Mattole |
|  |         |

|  | Galice |
|  |        |
|  | Beaver |
|  |        |

|  | Kato    |
|  |         |
|  | Mattole |
|  |         |

|  | \| \| Carrier \| \| \| \| \| \| Chipewyan \| \| \| \| |
|  |                                                       |
|  | Sarcee                                                |
|  |                                                       |
|  | Carrier                                               |
|  |                                                       |
|  | Chipewyan                                             |
|  |                                                       |

|  | Carrier   |
|  |           |
|  | Chipewyan |
|  |           |

|  | Galice |
|  |        |
|  | Beaver |
|  |        |

|  | Kato    |
|  |         |
|  | Mattole |
|  |         |

|  | Galice |
|  |        |
|  | Beaver |
|  |        |

|  | Kato    |
|  |         |
|  | Mattole |
|  |         |

|  | \| \| Chiricahua \| \| \| \| \| \| Lipán \| \| \| \| |
|  |                                                      |
|  | Navajo                                               |
|  |                                                      |
|  | Chiricahua                                           |
|  |                                                      |
|  | Lipán                                                |
|  |                                                      |

|  | Chiricahua |
|  |            |
|  | Lipán      |
|  |            |

|  | \| \| Chiricahua \| \| \| \| \| \| Lipán \| \| \| \| |
|  |                                                      |
|  | Navajo                                               |
|  |                                                      |
|  | Chiricahua                                           |
|  |                                                      |
|  | Lipán                                                |
|  |                                                      |

|  | Chiricahua |
|  |            |
|  | Lipán      |
|  |            |

|  | \| \| Carrier \| \| \| \| \| \| Chipewyan \| \| \| \| |
|  |                                                       |
|  | Sarcee                                                |
|  |                                                       |
|  | Carrier                                               |
|  |                                                       |
|  | Chipewyan                                             |
|  |                                                       |

|  | Carrier   |
|  |           |
|  | Chipewyan |
|  |           |

|  | Galice |
|  |        |
|  | Beaver |
|  |        |

|  | Kato    |
|  |         |
|  | Mattole |
|  |         |

|  | Galice |
|  |        |
|  | Beaver |
|  |        |

|  | Kato    |
|  |         |
|  | Mattole |
|  |         |

|  | \| \| Carrier \| \| \| \| \| \| Chipewyan \| \| \| \| |
|  |                                                       |
|  | Sarcee                                                |
|  |                                                       |
|  | Carrier                                               |
|  |                                                       |
|  | Chipewyan                                             |
|  |                                                       |

|  | Carrier   |
|  |           |
|  | Chipewyan |
|  |           |

|  | Galice |
|  |        |
|  | Beaver |
|  |        |

|  | Kato    |
|  |         |
|  | Mattole |
|  |         |

|  | Galice |
|  |        |
|  | Beaver |
|  |        |

|  | Kato    |
|  |         |
|  | Mattole |
|  |         |

|  | \| \| Chiricahua \| \| \| \| \| \| Lipán \| \| \| \| |
|  |                                                      |
|  | Navajo                                               |
|  |                                                      |
|  | Chiricahua                                           |
|  |                                                      |
|  | Lipán                                                |
|  |                                                      |

|  | Chiricahua |
|  |            |
|  | Lipán      |
|  |            |

|  | \| \| Chiricahua \| \| \| \| \| \| Lipán \| \| \| \| |
|  |                                                      |
|  | Navajo                                               |
|  |                                                      |
|  | Chiricahua                                           |
|  |                                                      |
|  | Lipán                                                |
|  |                                                      |

|  | Chiricahua |
|  |            |
|  | Lipán      |
|  |            |

|  | Hare     |
|  |          |
|  | Gwich'in |
|  |          |

|  | \| \| Carrier \| \| \| \| \| \| Chipewyan \| \| \| \| |
|  |                                                       |
|  | Sarcee                                                |
|  |                                                       |
|  | Carrier                                               |
|  |                                                       |
|  | Chipewyan                                             |
|  |                                                       |

|  | Carrier   |
|  |           |
|  | Chipewyan |
|  |           |

|  | Galice |
|  |        |
|  | Beaver |
|  |        |

|  | Kato    |
|  |         |
|  | Mattole |
|  |         |

|  | Galice |
|  |        |
|  | Beaver |
|  |        |

|  | Kato    |
|  |         |
|  | Mattole |
|  |         |

|  | \| \| Carrier \| \| \| \| \| \| Chipewyan \| \| \| \| |
|  |                                                       |
|  | Sarcee                                                |
|  |                                                       |
|  | Carrier                                               |
|  |                                                       |
|  | Chipewyan                                             |
|  |                                                       |

|  | Carrier   |
|  |           |
|  | Chipewyan |
|  |           |

|  | Galice |
|  |        |
|  | Beaver |
|  |        |

|  | Kato    |
|  |         |
|  | Mattole |
|  |         |

|  | Galice |
|  |        |
|  | Beaver |
|  |        |

|  | Kato    |
|  |         |
|  | Mattole |
|  |         |

|  | \| \| Chiricahua \| \| \| \| \| \| Lipán \| \| \| \| |
|  |                                                      |
|  | Navajo                                               |
|  |                                                      |
|  | Chiricahua                                           |
|  |                                                      |
|  | Lipán                                                |
|  |                                                      |

|  | Chiricahua |
|  |            |
|  | Lipán      |
|  |            |

|  | \| \| Chiricahua \| \| \| \| \| \| Lipán \| \| \| \| |
|  |                                                      |
|  | Navajo                                               |
|  |                                                      |
|  | Chiricahua                                           |
|  |                                                      |
|  | Lipán                                                |
|  |                                                      |

|  | Chiricahua |
|  |            |
|  | Lipán      |
|  |            |

|  | \| \| Carrier \| \| \| \| \| \| Chipewyan \| \| \| \| |
|  |                                                       |
|  | Sarcee                                                |
|  |                                                       |
|  | Carrier                                               |
|  |                                                       |
|  | Chipewyan                                             |
|  |                                                       |

|  | Carrier   |
|  |           |
|  | Chipewyan |
|  |           |

|  | Galice |
|  |        |
|  | Beaver |
|  |        |

|  | Kato    |
|  |         |
|  | Mattole |
|  |         |

|  | Galice |
|  |        |
|  | Beaver |
|  |        |

|  | Kato    |
|  |         |
|  | Mattole |
|  |         |

|  | \| \| Carrier \| \| \| \| \| \| Chipewyan \| \| \| \| |
|  |                                                       |
|  | Sarcee                                                |
|  |                                                       |
|  | Carrier                                               |
|  |                                                       |
|  | Chipewyan                                             |
|  |                                                       |

|  | Carrier   |
|  |           |
|  | Chipewyan |
|  |           |

|  | Galice |
|  |        |
|  | Beaver |
|  |        |

|  | Kato    |
|  |         |
|  | Mattole |
|  |         |

|  | Galice |
|  |        |
|  | Beaver |
|  |        |

|  | Kato    |
|  |         |
|  | Mattole |
|  |         |

|  | \| \| Chiricahua \| \| \| \| \| \| Lipán \| \| \| \| |
|  |                                                      |
|  | Navajo                                               |
|  |                                                      |
|  | Chiricahua                                           |
|  |                                                      |
|  | Lipán                                                |
|  |                                                      |

|  | Chiricahua |
|  |            |
|  | Lipán      |
|  |            |

|  | \| \| Chiricahua \| \| \| \| \| \| Lipán \| \| \| \| |
|  |                                                      |
|  | Navajo                                               |
|  |                                                      |
|  | Chiricahua                                           |
|  |                                                      |
|  | Lipán                                                |
|  |                                                      |

|  | Chiricahua |
|  |            |
|  | Lipán      |
|  |            |

|  | Hare     |
|  |          |
|  | Gwich'in |
|  |          |

|  | \| \| Carrier \| \| \| \| \| \| Chipewyan \| \| \| \| |
|  |                                                       |
|  | Sarcee                                                |
|  |                                                       |
|  | Carrier                                               |
|  |                                                       |
|  | Chipewyan                                             |
|  |                                                       |

|  | Carrier   |
|  |           |
|  | Chipewyan |
|  |           |

|  | Galice |
|  |        |
|  | Beaver |
|  |        |

|  | Kato    |
|  |         |
|  | Mattole |
|  |         |

|  | Galice |
|  |        |
|  | Beaver |
|  |        |

|  | Kato    |
|  |         |
|  | Mattole |
|  |         |

|  | \| \| Carrier \| \| \| \| \| \| Chipewyan \| \| \| \| |
|  |                                                       |
|  | Sarcee                                                |
|  |                                                       |
|  | Carrier                                               |
|  |                                                       |
|  | Chipewyan                                             |
|  |                                                       |

|  | Carrier   |
|  |           |
|  | Chipewyan |
|  |           |

|  | Galice |
|  |        |
|  | Beaver |
|  |        |

|  | Kato    |
|  |         |
|  | Mattole |
|  |         |

|  | Galice |
|  |        |
|  | Beaver |
|  |        |

|  | Kato    |
|  |         |
|  | Mattole |
|  |         |

|  | \| \| Chiricahua \| \| \| \| \| \| Lipán \| \| \| \| |
|  |                                                      |
|  | Navajo                                               |
|  |                                                      |
|  | Chiricahua                                           |
|  |                                                      |
|  | Lipán                                                |
|  |                                                      |

|  | Chiricahua |
|  |            |
|  | Lipán      |
|  |            |

|  | \| \| Chiricahua \| \| \| \| \| \| Lipán \| \| \| \| |
|  |                                                      |
|  | Navajo                                               |
|  |                                                      |
|  | Chiricahua                                           |
|  |                                                      |
|  | Lipán                                                |
|  |                                                      |

|  | Chiricahua |
|  |            |
|  | Lipán      |
|  |            |

|  | \| \| Carrier \| \| \| \| \| \| Chipewyan \| \| \| \| |
|  |                                                       |
|  | Sarcee                                                |
|  |                                                       |
|  | Carrier                                               |
|  |                                                       |
|  | Chipewyan                                             |
|  |                                                       |

|  | Carrier   |
|  |           |
|  | Chipewyan |
|  |           |

|  | Galice |
|  |        |
|  | Beaver |
|  |        |

|  | Kato    |
|  |         |
|  | Mattole |
|  |         |

|  | Galice |
|  |        |
|  | Beaver |
|  |        |

|  | Kato    |
|  |         |
|  | Mattole |
|  |         |

|  | \| \| Carrier \| \| \| \| \| \| Chipewyan \| \| \| \| |
|  |                                                       |
|  | Sarcee                                                |
|  |                                                       |
|  | Carrier                                               |
|  |                                                       |
|  | Chipewyan                                             |
|  |                                                       |

|  | Carrier   |
|  |           |
|  | Chipewyan |
|  |           |

|  | Galice |
|  |        |
|  | Beaver |
|  |        |

|  | Kato    |
|  |         |
|  | Mattole |
|  |         |

|  | Galice |
|  |        |
|  | Beaver |
|  |        |

|  | Kato    |
|  |         |
|  | Mattole |
|  |         |

|  | \| \| Chiricahua \| \| \| \| \| \| Lipán \| \| \| \| |
|  |                                                      |
|  | Navajo                                               |
|  |                                                      |
|  | Chiricahua                                           |
|  |                                                      |
|  | Lipán                                                |
|  |                                                      |

|  | Chiricahua |
|  |            |
|  | Lipán      |
|  |            |

|  | \| \| Chiricahua \| \| \| \| \| \| Lipán \| \| \| \| |
|  |                                                      |
|  | Navajo                                               |
|  |                                                      |
|  | Chiricahua                                           |
|  |                                                      |
|  | Lipán                                                |
|  |                                                      |

|  | Chiricahua |
|  |            |
|  | Lipán      |
|  |            |

## Descripción lingüística

### Fonología
Una reconstrucción reciente del proto-atabascano consta de 40 consonantes (Cook 1981; Krauss & Golla 1981; Krauss & Leer 1981; Cook & Rice 1989), según se detalla a continuación:
| Obstruyentes | Obstruyentes          | Obstruyentes | Obstruyentes | Obstruyentes | Obstruyentes | Obstruyentes | Obstruyentes | Obstruyentes | Obstruyentes | Obstruyentes |             |
|              |                       | Bilabial     | Alveolar     | Alveolar     | Palatal      | Palatal      | Velar        | Uvular       | Uvular       | Glotal       |             |
| Central      | Lateral               | Bilabial     | plana        | Labial       | plana        | Labial       | Velar        |              |              | Glotal       |             |
| ------------ | --------------------- | ------------ | ------------ | ------------ | ------------ | ------------ | ------------ | ------------ | ------------ | ------------ | ----------- |
| Oclusiva     | No aspirada           |              | *t           |              |              |              | *k           | *q           | *qʷ          |              |             |
| Oclusiva     | Aspirada              |              | *tʰ          |              |              |              | *kʰ          | *qʰ          | *qʷʰ         |              |             |
| Oclusiva     | Eyectiva              |              | *t’          |              |              |              | *k’          | *q’          | *q’ʷ         | *ʔ           |             |
| Africada     | No aspirada           |              | *ʦ           | *tɬ          | *ʧ           | *ʧʷ          |              |              |              |              |             |
| Africada     | Aspirada              |              | *ʦʰ          | *tɬʰ         | *ʧʰ          | *ʧʷʰ         |              |              |              |              |             |
| Africada     | Eyectiva              |              | *ʦ’          | *tɬ’         | *ʧ’          | *ʧ’ʷ         |              |              |              |              |             |
| Fricativa    | Consonante sin sonido |              | *s           | *ɬ           | *ʃ           | *ʃʷ          | *x           | *χ           | *χʷ          | *h           |             |
| Fricativa    | Consonante sonora     |              | *z           | *ɮ           | *ʒ           | *ʒʷ          | *ɣ           | *ʁ           | *ʁʷ          |              |             |
| Sonorantes   |                       |              |              |              |              |              |              |              |              |              |             |
| Nasal        | Nasal                 | *m           | *n           |              | *ɲ           |              |              |              |              |              |             |
| Aproximante  | Aproximante           |              |              |              | *j           |              |              |              | *w           |              |             |
| Vocal        | Vocal                 | \| \| \| \|  | \| \| \| \|  | \| \| \| \|  | \| \| \| \|  | \| \| \| \|  | \| \| \| \|  | \| \| \| \|  | \| \| \| \|  | \| \| \| \|  | \| \| \| \| |
|              |                       |              |              |              |              |              |              |              |              |              |             |
|              |                       |              |              |              |              |              |              |              |              |              |             |

### Tonogénesis
Muchas lenguas atabascanas son lenguas tonales, durante mucho tiempo las correspondencias tonales entre diferentes lenguas atabascanas intrigaron a los lingüistas y la resolución del problema de la tonogénesis atabascana ha tenido repercusiones teóricas importantes para el estudio de otras lenguas tonales. La primera mención del tono en una lengua atabascana la hizo Petitot (1876) en su descripción del chipewyan, más tarde Legoff volvió a registrar la existencia de tono.

### Comparación léxica
Los numerales en diferentes lenguas atabascanas son:
| GLOSA | Atabascano Septentrional | Atabascano Septentrional | Atabascano Septentrional     | Atabascano Septentrional | Atabascano del Pacífico | Atabascano del Pacífico | Atabascano Meridional | PROTO- ATABASCANO |
| GLOSA | PROTO- ATAB. Or.         | PROTO- BAB.-CAR          | PROTO- YUKÓN                 | PROTO- ALASKA            | PROTO- CALIFOR.         | PROTO- OREGÓN           | PROTO- APACHE         | PROTO- ATABASCANO |
| ----- | ------------------------ | ------------------------ | ---------------------------- | ------------------------ | ----------------------- | ----------------------- | --------------------- | ----------------- |
| '1'   | *ĩ-ɬaɢe i-ɬa-t’i         | *ĩλah                    | *(č)’iλk’eh/ *ke-λk’eh       | *c’ilk’i                 | *ɬaʔha                  | *ɬaː                    | *táłaʼáí              | *tɬah-            |
| '2'   | *nak’e                   | *nanki                   | *neka-                       | *na-daigi                | *nahki                  | *naːxi                  | *náˑʔki               | *naˑk’i           |
| '3'   | *taɢe-                   | *taq’i                   | *taq’e                       | *taːgi                   | *taːk’i                 | *taːɣi                  | *táˑg’i               | *taq’i            |
| '4'   | *din-                    | *tink’e                  | *dink’e                      | *t’enkih                 | *diŋkʼi                 | *t’ənči                 | *dɪ́ˑŋgi               | *t’ink’i          |
| '5'   | *cõlaɢe                  | *s-kʷənlai               |                              | *alc’ani                 | *sxoːɬaʔ                | *ʂxoːɬaʔ                | *ašdlaʼi              |                   |
| '6'   | *ecʼĩ-taɢe               | *(i)ɬkə-taq’i            | *nikʼetakʼe/ tunan(č)’iλk’eh | *k’ostaːni               | *gostʰaːni              | *k’wostʰaːni            | *gostáˑn              | *k’ostaˑni        |
| '7'   |                          |                          |                              | *konc’aɣi                | *goskidi                | *sʧet’e                 | *gos-tsʼidi           |                   |
| '8'   | *ecʼĩ-din-               | *(i)ɬkə-tink’e           | *nikʼe-dinkʼe/ *tunan-takʼe  |                          |                         | *nahkantu               | *cáˑʔpi               |                   |
| '9'   |                          | *10-1                    |                              |                          |                         | *ɬanti                  | *n-go-stʼáí           |                   |
| '10'  |                          | *hwonize?                |                              | *kolozaːn                | *nesiyan                | *kweneza(n)             | *goneˑznáˑn           | *qʷonezna (?)     |
En esta tabla /c, č, š, λ/ son los símbolos del AFA (en AFI se representarían como /ʦ, ʧ, ʃ, tɬ͡/).